# Cyclododecan
Cyclododecan ist eine chemische Verbindung aus der Gruppe der alicyclischen gesättigten Kohlenwasserstoffe (genauer der Cycloalkane).

## Gewinnung und Darstellung
Cyclododecan kann industriell aus 1,3-Butadien durch katalytische Trimerisation (Umsetzung zu 1,5,9-Cyclododecatrien) und anschließende Hydrierung gewonnen werden.

## Eigenschaften
Die in der Infobox gezeigte Skelettformel gibt nicht die „reale“ Molekülstruktur wieder. Die zwölf Kohlenstoffatome liegen nicht in einer Ebene. Außerdem ist das Molekül „flexibel“, d. h., seine Atome sind im Molekülverband in ständiger Bewegung begriffen (Pseudorotation). Dadurch sind verschiedene Konformationen möglich.

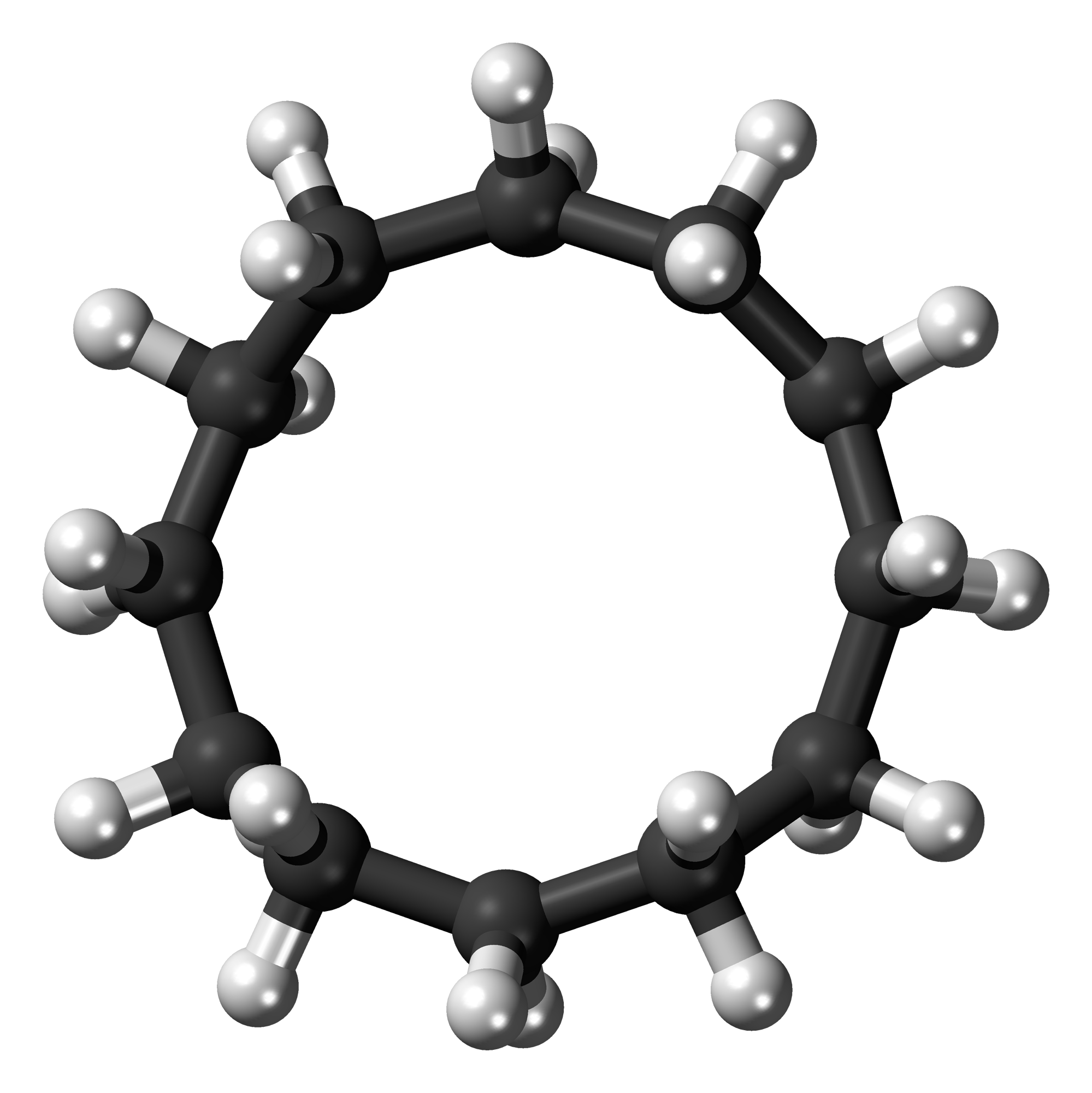
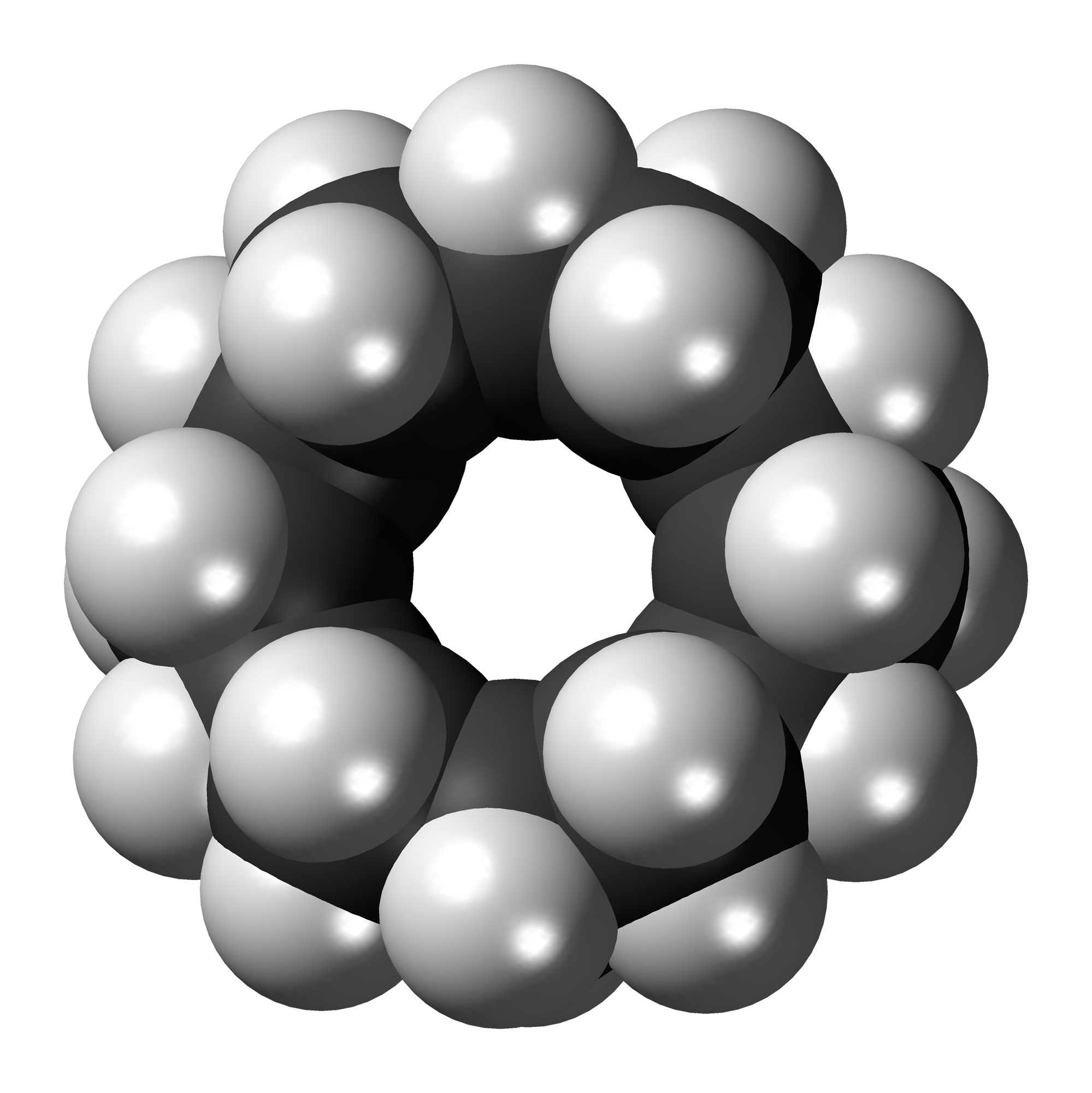

Im kristallinen Zustand liegt – wie eine Röntgenkristallstrukturanalyse bei tiefer Temperatur zeigte – ein Konformer vor, welches D4-Symmetrie aufweist. Es wurde als „quadratisch“ (square) bezeichnet, denn einige Kohlenstoffatome lassen sich als Eckpunkte eines Quadrats auffassen.
Cyclododecan ist ein farbloser brennbarer Feststoff mit muffigem Geruch, welcher praktisch unlöslich in Wasser ist. Cyclododecan ist unlöslich in stark polaren Lösungsmitteln und löslich in unpolaren Lösungsmitteln wie Alkanen oder chlorierten Kohlenwasserstoffen. Die Verbindung hat die ungewöhnliche Eigenschaft bei Raumtemperatur zu sublimieren und somit innerhalb kurzer Zeit zu verschwinden. Die Struktur des Feststoffs unterscheidet sich bei Ausfällung aus einer Lösung und der Erstarrung einer Schmelze. Bei Ausfällung aus einer Lösung kann Cyclododecan lange Kristallnadeln bilden, wobei diese Kristallbildung wesentlich von der Verdunstungsgeschwindigkeit des gewählten Lösungsmittel abhängig ist.

## Verwendung
Cyclododecan wird als flüchtiges Bindemittel, zur Transportsicherung, in der Papierrestaurierung und zum Sichern von gefassten Holzobjekten verwendet. Es wird auch als Zwischenprodukt zur Herstellung anderer chemische Verbindungen wie Cyclododecanon, 1,12-Dodecandisäure oder Laurinlactam verwendet.
In der archäologischen Ausgrabung wird es als Lösung oder Schmelze bei der Blockbergung verwendet.